# Suczki (powiat węgorzewski)
Suczki – wieś w Polsce położona w województwie warmińsko-mazurskim, w powiecie węgorzewskim, w gminie Węgorzewo.
Wieś została założona przez osadników polskich.
W latach 1975–1998 miejscowość administracyjnie należała do województwa suwalskiego.